# Welliger Stängelrüssler

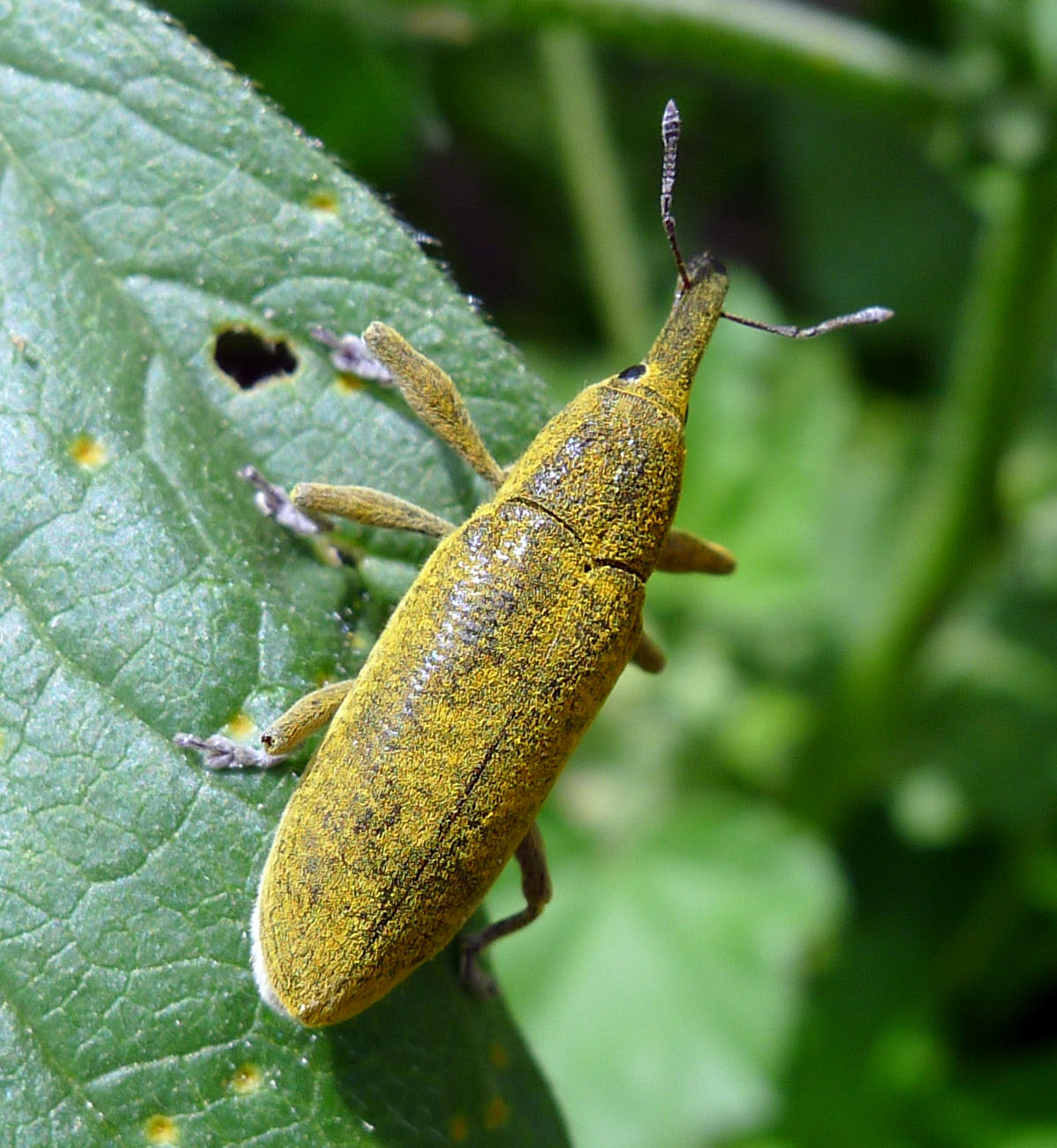
Dorsalansicht

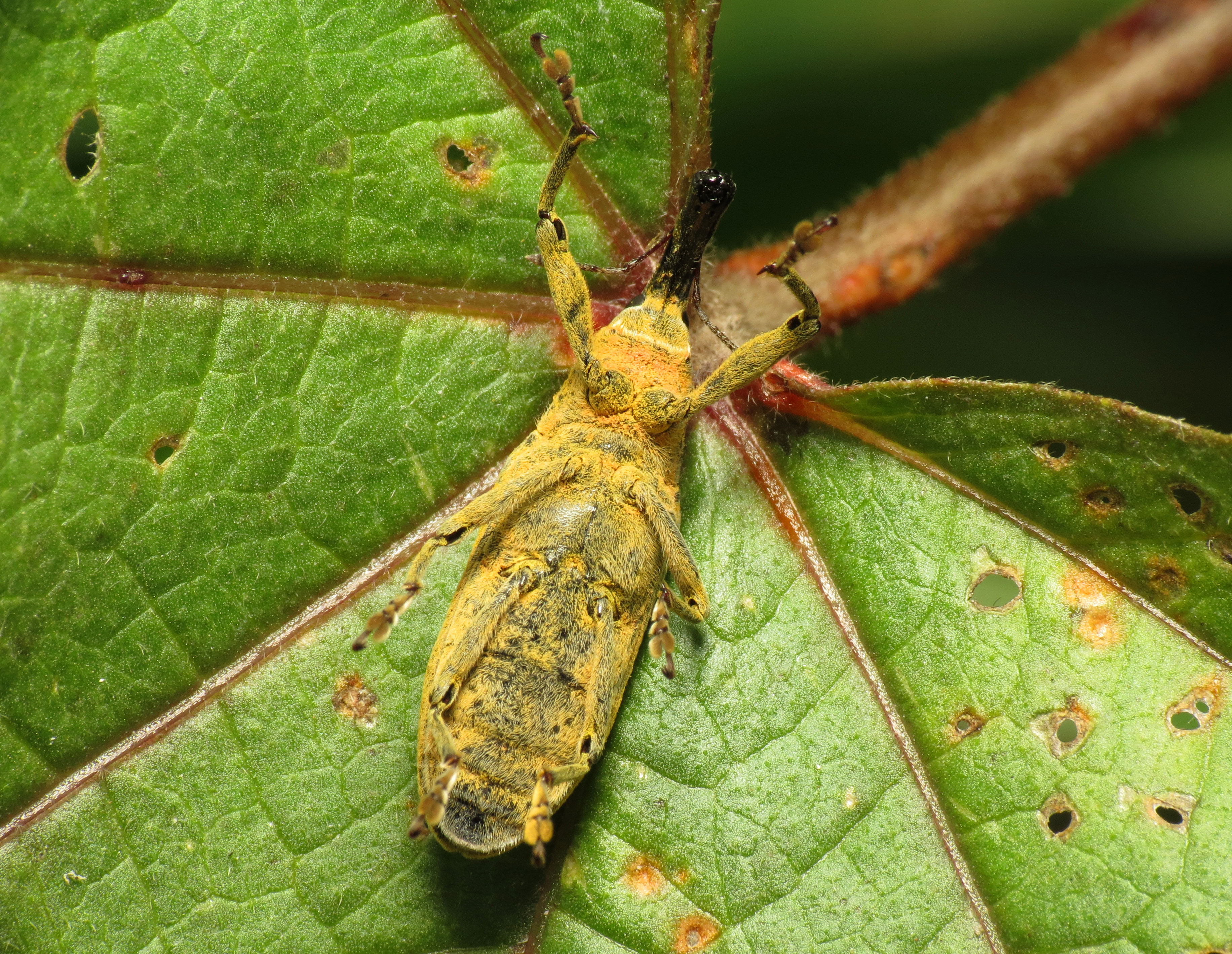
Ventralansicht

Der Wellige Stängelrüssler (Lixus pulverulentus) ist ein Käfer aus der Familie der Rüsselkäfer (Curculionidae).

## Merkmale
Die 10,5 bis 17,5 Millimeter langen Käfer besitzen einen schmalen, langgestreckten Körper. Dieser ist gelblich bis bräunlich bestäubt. Der konisch geformte Halsschild ist kaum gekörnt. Die Fühlergeißel ist wesentlich dünner als die Fühlerkeule.

## Vorkommen
Die Art ist in Europa weit verbreitet. Im Norden reicht das Vorkommen bis nach Südschweden, im Süden erstreckt sich das Verbreitungsgebiet über den Mittelmeerraum einschließlich Nordafrika, Kleinasien und den Nahen Osten. Auf Madeira und auf den Kanarischen Inseln ist die Art ebenfalls vertreten. Im Osten reicht das Vorkommen bis in den Mittleren Osten (Iran). In Süd- und Mitteleuropa ist die Käferart weit verbreitet, aber ziemlich selten. Sie fehlt beispielsweise weitgehend in der Norddeutschen Tiefebene.

## Lebensweise
Die Käfer erscheinen im April. Man beobachtet sie hauptsächlich im Mai und Juni. Die Larven entwickeln sich in den Stängeln ihrer Wirtspflanzen. Zu diesen gehören insbesondere Kratzdisteln (Cirsium) sowie die Wilde Malve (Malva sylvestris). In den Stängeln findet auch die Verpuppung statt. Die Käfer ernähren sich polyphag u. a. von der Schwarzen Flockenblume (Centaurea nigra), der Gewöhnlichen Stockrose (Alcea rosea), der Weg-Distel (Carduus acanthoides), Kratzdisteln sowie der Mariendistel (Silybum marianum).

## Gefährdung
Die Art gilt in Deutschland als ungefährdet.

## Taxonomie
Die Art wurde 1763 von Giovanni Antonio Scopoli als Curculio pulverulentus Scopoli, 1763, wissenschaftlich beschrieben. Neben dieser Bezeichnung finden sich in der Literatur folgende Synonyme:
- Curculio angustatus Fabricius, 1775
- Lixus angustatus (Fabricius, 1775)
- Lixus hungarus Petri, 1905
- Lixus kolenati Hochhuth, 1847
- Lixus lefebvrei Boheman, 1835
- Curculio pulvereus Olivier, 1790
- Lixus subangustatus Motschulsky, 1849
- Lixus algirus (Linnaeus)